# Aechmea fernandae
Espèce
Classification phylogénétique
Synonymes
- Aechmea schomburgkii Baker
- Ananas mensdorfiana Baker
- Bromelia fernandae E.Morren
- Chevaliera fernandae (E.Morren) L.B.Sm. & W.J.Kress

Aechmea fernandae est une espèce de plantes à fleurs de la famille des Bromeliaceae qui se rencontre au Brésil et au Venezuela.

## Synonymes
- Aechmea schomburgkii Baker[1] ;
- Ananas mensdorfiana Baker[1] ;
- Bromelia fernandae E.Morren[1] ;
- Chevaliera fernandae (E.Morren) L.B.Sm. & W.J.Kress[1].

## Distribution
L'espèce se rencontre du sud du Venezuela au nord du Brésil.

## Description
L'espèce est épiphyte.